# Achille Deville
Pour les articles homonymes, voir Deville.
Jean Achille Deville, né le 19 janvier 1789 à Paris où il est mort le 9 janvier 1875, est un antiquaire et historien français, fondateur du musée des Antiquités de Rouen.

## Biographie
Fils d'un ancien fermier général, il publie en 1813 une traduction en vers des Bucoliques de Virgile et esquisse quelques tragédies demeurées inédites avant de se tourner vers l'archéologie. Envoyé à Rouen vers 1825 comme receveur des contributions directes, il devient successivement membre de la Société libre d'émulation de la Seine-Inférieure (1825), directeur du musée des Antiquités de Rouen qu'il fonde en 1831, membre de la Société d'encouragement, membre de la Société des antiquaires de l'Ouest et membre correspondant de l'Académie des inscriptions et belles-lettres en 1839. Il est également membre de l'Académie des sciences, belles-lettres et arts de Rouen.
Il est domicilié au no 19 quai de la Bourse puis au no 70 rue des Carmes à Rouen.
En octobre 1847, il s'occupe de la translation des restes de Mathilde l'Emperesse de l'abbaye Notre-Dame du Bec à l'archevêché de Rouen.
Il est retraité à compter du 1er mars 1858 en qualité de receveur général des finances du département de l'Orne.
Jean Achille Deville est nommé chevalier de la Légion d'honneur en 1845.
Il est inhumé au cimetière du Père-Lachaise (67e division).

## Distinctions
- Chevalier de la Légion d'honneur (avril 1845)[7].

## Principales publications
- Les Bucoliques de Virgile, traduites en vers français et accompagnées de notes sur les beautés du texte, 1813
- Essai historique et descriptif sur l'église et l'abbaye de Saint-Georges-de-Boscherville, près Rouen, Rouen, Nicétas Périaux, 1827, in-4°
- Histoire du Château-Gaillard et du siège qu'il soutint contre Philippe Auguste en 1203 et 1204, Rouen, Édouard Frère, 1829, in-4°[8]
- Liste des peintres-verriers de la cathédrale de Rouen, Rouen, F. Baudry, 1831, lire sur Google Livres
- Tombeaux de la cathédrale de Rouen, Rouen, Nicétas Périaux, 1833, 286 p., in-8o (lire en ligne)
- Histoire du château et des sires de Tancarville, Rouen, Nicétas Périaux, 1834, in-8o Texte en ligne
- Catalogue du musée départemental d'antiquités de Rouen, 1834
- Précis historique sur la statue de P. Corneille, érigée à Rouen par souscription en 1834, 1838
- Histoire du château d'Arques, Rouen, Nicétas Périaux, 1839, in-4° (lire en ligne)
- Cartulaire de l'abbaye de la Sainte-Trinité du Mont de Rouen inséré dans la Collection des cartulaires de France, 1841-1867
- Revue des architectes de la cathédrale de Rouen jusqu'à la fin du XVIe siècle, Rouen, A. Lebrument, 1848, in-8o lire sur Google Livres
- Comptes de dépenses de la construction du château de Gaillon, publiés d'après les registres manuscrits des trésoriers du Cardinal d'Amboise, 1850, in-4° Texte en ligne
- Chants bucoliques, Hachette, 1856
- Histoire de l'art de la verrerie dans l'antiquité, Paris, Morel, 1870

## Sources
- Sources biographiques : Gustave Vapereau, Dictionnaire universel des contemporains, vol. I, Paris, L. Hachette et Cie, 1858 (lire en ligne), p. 530.
- Sources bibliographiques : Bibliothèque nationale de France.